# Corynanthe
Corynanthe là một chi thực vật có hoa trong họ Thiến thảo (Rubiaceae).

## Loài
Chi Corynanthe gồm các loài: